# Tranvia Oneglia-Porto Maurizio
La tranvia Oneglia-Porto Maurizio fu un breve collegamento urbano che unì gli omonimi rioni di Imperia fra il 1926 e il 1947. Sorta sul percorso di una precedente tranvia a cavalli, la linea univa i due capolinea con un viaggio di 15 minuti dal costo di 40 centesimi.

## Storia
Una prima, effimera, parentesi tranviaria nell'imperiese si ebbe nell'ultimo scorcio dell'ottocento: nel 1893 la Società Francese dei Tramways istituì un servizio di tram a cavalli fra le cittadine di Oneglia e Porto Maurizio, che al tempo costituivano due comuni indipendenti. Subentrata all'azienda francese una società denominata Corradi & Grasso, questa proseguì l'esercizio fino alla chiusura dell'impianto, avvenuta nel 1895.

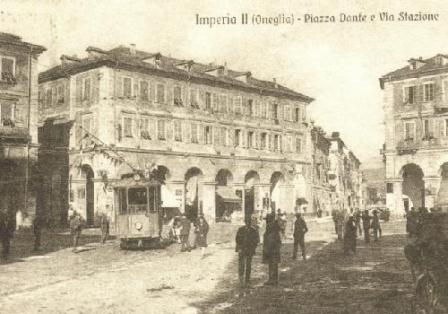
Capolinea di piazza Dante, in una cartolina d'epoca

Nel 1886 iniziarono i lavori di costruzione di un ponte in ferro sul torrente Impero secondo la convenzione stipulata dalla Provincia l'anno precedente con tale ingegner Finocchio. Completato nel 1889, il ponte consentì un migliore collegamento fra le due località.
Il problema di un collegamento pubblico stabile fra le due cittadine, che nel 1923 erano state amministrativamente accorpate a formare il comune di Imperia permaneva; il 21 aprile 1926 si ebbe l'inaugurazione di un'allora moderna tranvia a trazione elettrica con scartamento metrico che rappresentava di fatto un impianto urbano.
L'impresa esercente era denominata Società Tranvie Elettriche Provincia di Imperia (STEPI) e la frequenza delle corse era di 15 minuti; la durata del viaggio era di 15 minuti per un costo di 40 centesimi.
Il servizio tranviario venne soppresso nel secondo dopoguerra, nel 1947, a favore di un autoservizio.

## Caratteristiche tecniche

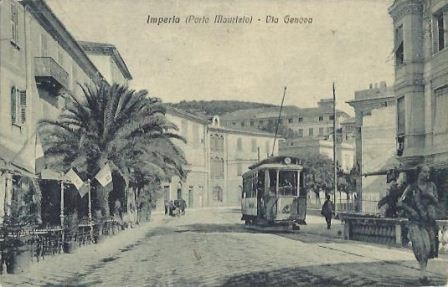
Porto Maurizio in una cartolina classica d'epoca con il tram

La linea, a semplice binario, aveva una lunghezza totale di 2,8 km ed era armata sia con rotaie Phoenix a gola sia con rotaie Vignoles, presentando una pendenza massima del 36 per mille. L'alimentazione era in corrente continua al valore di 550 V.
Il capolinea di Oneglia era situato in piazza Dante, mentre quello di Porto Maurizio era al termine dell'attuale viale Matteotti, adiacente allo storico Caffè Vittoria.

## Materiale rotabile
La dotazione originaria della STEPI comprendeva 4 elettromotici ed una rimorchiata; nel 1928 ad esse di aggiunsero tre ulteriori elettromotrici urbane a 2 assi da 70 kW realizzate dalla Carminati & Toselli e due rimorchiate cedute dalla STEL di Sanremo che le aveva precedentemente utilizzate sulla propria rete sociale.